# Carl-Zeiss-Stiftung
Die Carl-Zeiss-Stiftung mit Sitz in Heidenheim an der Brenz und Jena ist die alleinige Eigentümerin der Carl Zeiss AG und der Schott AG. Die Stiftung unterstützt die Grundlagenforschung und die anwendungsorientierte Forschung und Lehre in den MINT-Fachbereichen (Mathematik, Informatik, Naturwissenschaften und Technik). 1889 von dem Physiker und Mathematiker Ernst Abbe gegründet, ist die Carl-Zeiss-Stiftung eine der ältesten und größten privaten wissenschaftsfördernden Stiftungen in Deutschland. Ihre Projekte werden aus den Dividendenausschüttungen der beiden Stiftungsunternehmen finanziert.
Das Produktportfolio der Stiftungsunternehmen umfasst neben den klassischen Bereichen Optik und Feinmechanik bzw. Glas und Spezialglas auch die Bereiche Optoelektronik und Glaskeramik.
In den Stiftungsunternehmen Zeiss und Schott und ihren Tochtergesellschaften wurden im Geschäftsjahr 2019/20 weltweit mehr als 48.500 Mitarbeiter beschäftigt und ein Umsatz von über 8,5 Milliarden Euro erzielt.

## Geschichte

### Gründung
Gegründet wurde die Stiftung durch den Physiker und Mathematiker Ernst Abbe. Er benannte sie nach seinem 1888 verstorbenen Geschäftspartner und Freund Carl Zeiss. Die Stiftungsurkunde datiert vom 19. Mai 1889. Am 21. Mai erhielt die Stiftung ihre Rechtsfähigkeit als juristische Person durch die Genehmigung des Großherzogtums Sachsen-Weimar-Eisenach. Ursprünglich hatte Abbe die Absicht, seine Anteile an den Unternehmen Carl Zeiss und Jenaer Glaswerk Schott & Genossen der Universität Jena zu übertragen. Ihr glaubte er, seinen Aufstieg zum wohlhabenden Unternehmer zu verdanken. Aus diesem Grund errichtete Ernst Abbe bereits 1886 den Ministerialfonds für wissenschaftliche Zwecke, durch den er der Universität Jena jedes Jahr anonym erhebliche finanzielle Mittel zukommen ließ. Des Weiteren finanzierte er aus seinem privaten Budget 1889 den Bau einer Universitätssternwarte.
Die von Abbe ursprünglich vorgesehene Schenkung seiner Unternehmensanteile an die Universität war rechtlich nicht möglich. Im Zusammenwirken mit Vertretern der Sachsen-Weimarer Landesregierung entstand dann die Idee einer Stiftung. 1889 wurde die Carl-Zeiss-Stiftung errichtet und bereits 1891 brachte Ernst Abbe seine Anteile an den beiden Unternehmen und die von Roderich Zeiss, dem Sohn von Carl Zeiss, in diese Stiftung ein. 1919 übertrug auch Otto Schott seine Anteile auf die Stiftung, wodurch die Stiftung auch Alleineigentümerin des Glaswerkes wurde. Die Erarbeitung des Stiftungsstatutes dauerte bis 1896. Ein Ergänzungsstatut, das die Zuwendungen an die Universität regelte, folgte im Jahre 1900.
In Paragraph 1 dieses Stiftungsstatuts sind folgende allgemeine Zwecke der Stiftung niedergelegt:
- Wirtschaftliche Sicherung der beiden Stiftungsunternehmen
- Erfüllung sozialer Pflichten gegenüber den Mitarbeitern
- Förderung allgemeiner Interessen der „feintechnischen“ Industrie
- Betätigung in gemeinnützigen Einrichtungen zu Gunsten der arbeitenden Bevölkerung Jenas
- Förderung naturwissenschaftlicher und mathematischer Wissenschaft in Forschung und Lehre

Daneben enthält das Statut Regelungen zur Organisation der Stiftung, insbesondere zu den Stiftungsorganen, zur unternehmerischen Betätigung und zu sozial- und arbeitsrechtlichen Fragen. Die rechtliche Fixierung und rechtliche Durchsetzbarkeit der Mitarbeiterrechte waren für die Zeit sozialpolitisch herausragend, visionär und richtungsweisend. Die Besonderheit der damaligen rechtlichen Konstruktion der Carl-Zeiss-Stiftung war ihre Ausgestaltung als Unternehmensträgerstiftung im Unterschied zur heutigen Form als Beteiligungsträgerstiftung. Die Stiftung war also keine Holding, die Anteile an rechtlich selbständigen Unternehmen hielt, sondern sie betrieb selbst als Unternehmerin die Geschäfte über ihre beiden rechtlich unselbständigen Stiftungsunternehmen.
Die Stiftungsverwaltung lag beim Weimarer Kultusministerium. Von dort kam der Stiftungskommissar, der die Aufsicht über die Betriebe führte. Die Vorstände der Unternehmen wurden von der Stiftungsverwaltung ernannt. Der erste Stiftungskommissar war bis 1896 Carl Rothe. Ihm folgte Max Vollert, der bis 1911 im Amt blieb. Danach übte Friedrich Ebsen bis 1933 das Amt des Stiftungskommissars aus.

### Tätigkeit der Stiftung bis 1945

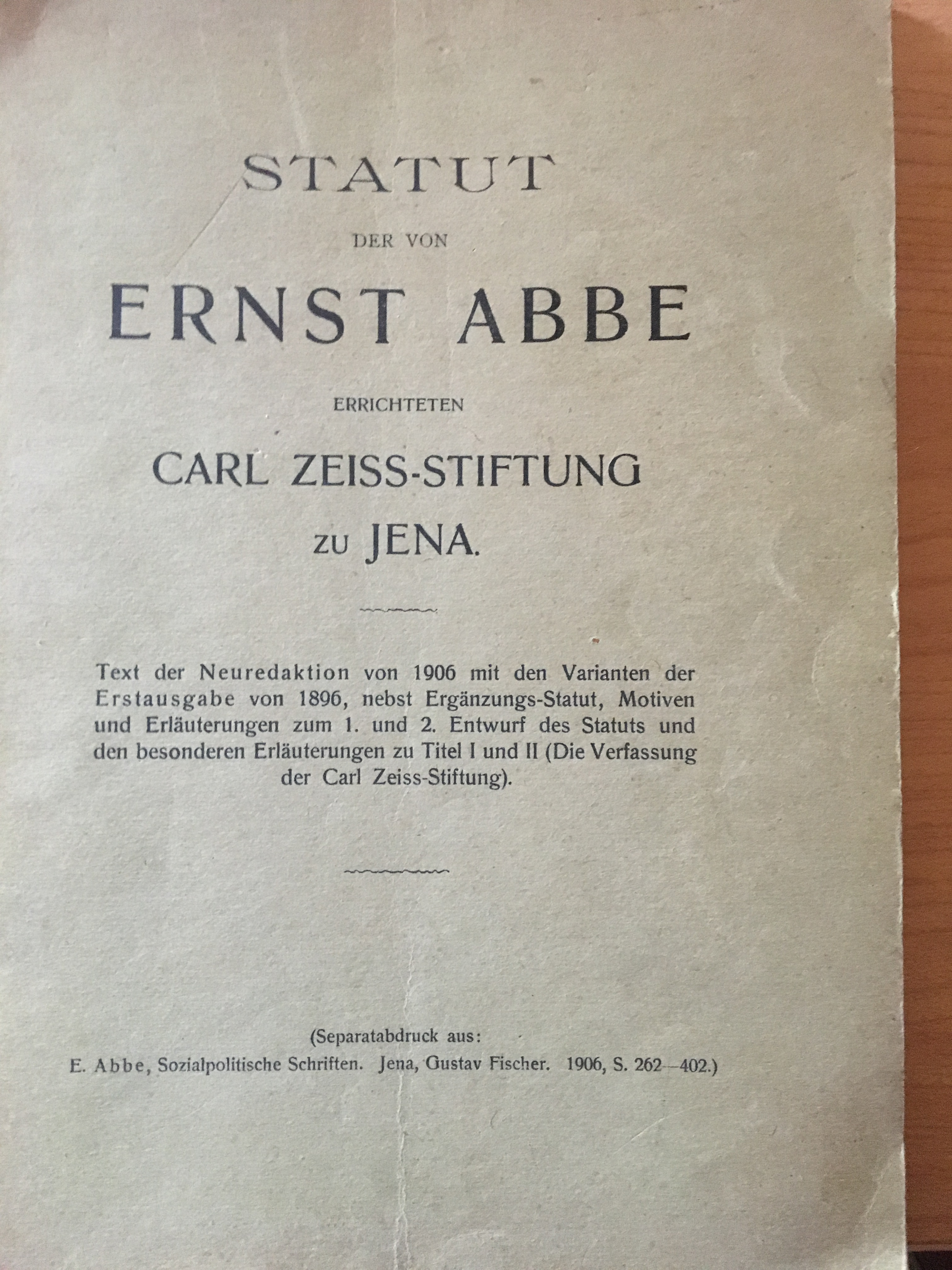

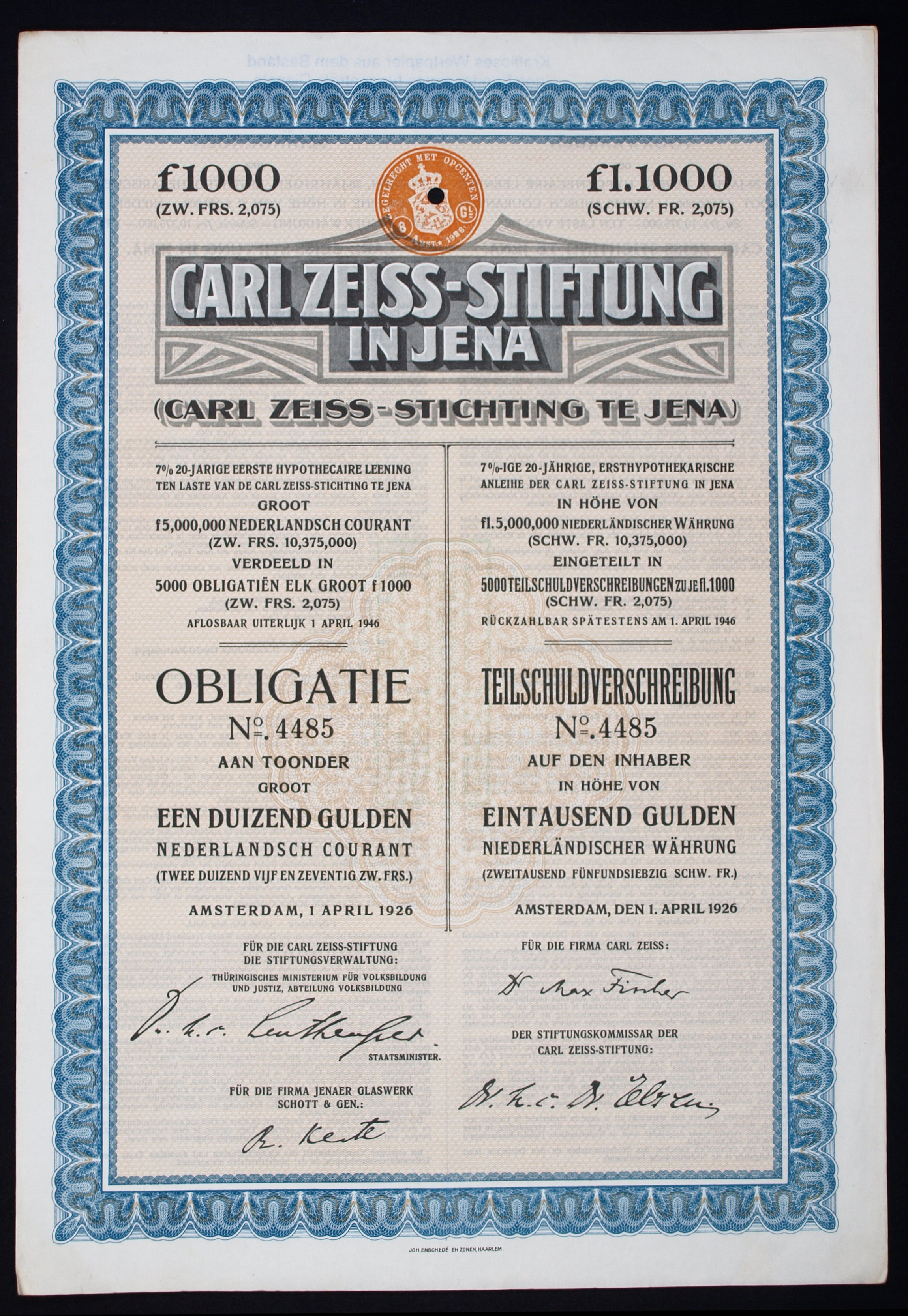
Teilschuldverschreibung über 1.000 Gulden der Carl Zeiss-Stiftung vom 1. April 1926

Schon zu Beginn legte die Stiftung eine umfangreiche Fördertätigkeit an den Tag. Zunächst war es vor allem die Jenaer Universität, die Mittel erhielt. In einzelnen Jahren überstiegen die Zuschüsse der Stiftung sogar die Ausgaben der damaligen vier Erhalterstaaten der Universität. Insbesondere wurde ein umfangreiches Bauprogramm in Angriff genommen, es wurden Professoren- und Dozentenstellen von der Stiftung finanziert, und es wurden Zuschüsse oder Sachleistungen zu Instituten oder Projekten geleistet. Seit 1909 wurden ferner die Professorengehälter aus Mitteln der Stiftung aufgestockt. Auch für kommunale Belange wurden, wie es das Statut vorsah, Fördermittel ausgegeben.  Noch zu Lebzeiten Ernst Abbes wurde von der Stiftung das Volkshaus erbaut, in dem unter Leitung von Arthur Heidenhain eine Lesehalle mit Volksbibliothek eingerichtet sowie Vereins- und Versammlungsräume untergebracht wurden. Weitere Bauten folgten und fast jeder Verein der Stadt erhielt in den nächsten Jahren Unterstützung.
Während des Ersten Weltkrieges wurden umfangreiche Rücklagen für sozialpolitische Projekte gebildet, die aber der Nachkriegsinflation zum Opfer fielen. Dennoch konnte die Stiftung schon bald danach wieder ihre Fördertätigkeit aufnehmen. Unter den geförderten Projekten war das bedeutendste Vorhaben die Errichtung einer der ersten reinen Kinderkliniken Deutschlands in Jena. Das ebenfalls in der Zwischenkriegszeit errichtete Abbeanum, ein markantes Gebäude im Bauhaus-Stil, beherbergte das Optische Institut und das Institut für Angewandte Mathematik und wird heute als Lehr- und Forschungsgebäude der Friedrich-Schiller-Universität Jena genutzt. Des Weiteren wurde auch die Erweiterung des Botanischen Gartens der Universität Jena finanziert.
Mit der Machtübernahme der Nationalsozialisten zeigten sich die Nachteile der staatsnahen Stiftungskonstruktion. Neuer Stiftungskommissar wurde der NS-Aktivist Julius Dietz. Zwischen ihm und der Gauleitung auf der einen Seite und der Geschäftsführung der Unternehmen und einzelnen mutigen Bürgern wie der Abbe-Tochter Grete Unrein auf der anderen Seite kam es zu heftigen Auseinandersetzungen. Sie gipfelten in einer Klage gegen den thüringischen Innenminister Fritz Wächtler wegen der erzwungenen Änderungen des Statutes. Erst allmählich beruhigte sich die Lage. Diese Beruhigung war sicher auch der Bedeutung der beiden Stiftungsunternehmen für die anlaufende Aufrüstung geschuldet.

### Stiftungsreformen bis 1945
Um die dauerhafte Verwirklichung seiner Stiftungsidee zu sichern, hat Ernst Abbe in seinem Stiftungsstatut strenge Anforderungen an eine Änderung des Statuts festgelegt. Danach dürfen Veränderungen nur vorgenommen werden, wenn sich die rechtlichen, technischen oder ökonomischen Rahmenbedingungen so gravierend verändert haben, dass eine Aufrechterhaltung der Bestimmungen des Statuts entweder nicht möglich, mit Blick auf die absehbaren Folgen undurchführbar oder aber unter Berücksichtigung der erkennbaren Absichten des Stifters zweckwidrig sein würde. Um die Einhaltung dieser Voraussetzungen zu gewährleisten, räumt das Stiftungsstatut den Mitarbeitern der Stiftungsunternehmen das Recht ein, Änderungen des Stiftungsstatuts gerichtlich auf ihre Notwendigkeit hin überprüfen zu lassen.
Eine erste Stiftungsreform war bereits im Statut von 1896 vorgesehen. Nach zehn Jahren sollte die Funktionsfähigkeit der Einrichtungen der Stiftung überprüft und das Statut entsprechend angepasst werden. Weitere kleinere Reformen folgten.
Nach 1933 setzten die nationalsozialistischen Machthaber umfangreichere Änderungen durch. Unter anderem wurde das Gebot der Toleranz gegenüber Abstammung, Bekenntnis und Parteistellung von Mitarbeitern (Paragraph 56) abgeschafft. Diese Änderungen wurden 1945 wieder rückgängig gemacht. Zur geplanten Stiftungsreform in der DDR ist es nie gekommen.

### Die Teilung und die Folgen: der Warenzeichenstreit
Jena wurde im April 1945 von amerikanischen Truppen besetzt. Bei ihrem Abzug drei Monate später nahmen sie führende Mitarbeiter, die amtierende Geschäftsführung und wichtige Unterlagen mit in den Westen. Zunächst wurden die Mitarbeiter in Heidenheim an der Brenz interniert, die Unterlagen wurden zur Auswertung in die USA geschafft. 1946 begannen die Zeiss-Mitarbeiter mit dem Aufbau eines Werkes in Oberkochen in der Nähe von Heidenheim unter dem Namen Opton. Dieses Vorhaben wurde zunächst von der Jenaer Carl-Zeiss-Stiftung finanziert und unterstützt. Die Schott-Mitarbeiter bauten 1951/52 ein neues Werk in Mainz auf. 1948 wurden die Jenaer Stiftungsbetriebe enteignet und in Volkseigene Betriebe überführt. Die Carl-Zeiss-Stiftung blieb erhalten, sie beschränkte ihre Tätigkeit allerdings auf die Erfüllung sozialer Aufgaben.
Daraufhin beantragte die Firma Opton bei der Landesregierung von Württemberg-Baden, den Sitz der Stiftung nach Heidenheim zu verlegen. Dem wurde 1949 vom Justizministerium stattgegeben. In Jena blieb allerdings die dortige Carl-Zeiss-Stiftung weiterbestehen. Das Oberkochener Unternehmen Opton benannte sich 1951 in Carl Zeiss um. Damit gab es ab 1951 eine Carl-Zeiss-Stiftung in Jena und eine Carl-Zeiss-Stiftung in Heidenheim, die VEBs Carl Zeiss und Jenaer Glaswerk Schott & Gen. in Jena sowie die Stiftungsunternehmen Carl Zeiss in Oberkochen und  Jenaer Glaswerk Schott & Gen. in Mainz. Zunächst blieb es bei der friedlichen Koexistenz. Carl Zeiss Jena unterstützte den Aufbau im Westen, indem es Unterlagen und auch Fachleute zur Verfügung stellte. Im Gegenzug wurden von Oberkochen und Mainz Neuentwicklungen nach Jena geliefert.

Carl-Zeiss-Jena-Logo wie es bis 1945 verwendet wurde
Leicht überarbeitetes Logo des VEB Carl Zeiss Jena
Zeiss-Germany-Logo
Neues Logo nach Übernahme von Teilen des VEB Carl Zeiss Jena durch Zeiss Oberkochen

Anfang des Jahres 1953 beschloss die Regierung der DDR, dass künftig der Außenhandel nicht mehr von Carl Zeiss Jena direkt, sondern nur über die DIA (Deutscher Innen- und Außenhandel) abgewickelt werden dürfe. Kurz darauf wurden 15 Jenaer Zeiss-Mitarbeiter verhaftet, die für die Zusammenarbeit mit dem Westen gestanden hatten. Damit wurde von Seiten der DDR-Regierung deutlich gemacht, dass die Zusammenarbeit zwischen Zeiss Ost und West nicht mehr geduldet werde.
Carl Zeiss in Oberkochen wollte nicht dulden, dass der Name Zeiss durch die DIA verwendet wurde, und klagte dagegen zunächst vor dem Landgericht in Stuttgart. Daraus entwickelte sich eine Prozesslawine, die zu unzähligen Verfahren in einer Reihe von Ländern führte. Die verschiedenen Urteile spiegelten im Wesentlichen die politische Nähe des jeweiligen Landes entweder zur Bundesrepublik oder zur DDR wider.
Obwohl die betroffenen Unternehmen unter den finanziellen Belastungen litten, die aus den zahlreichen Gerichtsverfahren resultierten,  konnten sie sich erst 1971 im sogenannten Londoner Abkommen über die weltweite Verwendung der Warenzeichen verständigen. Der ausgehandelte Kompromiss lief darauf hinaus, dass jeder in seiner politischen Hemisphäre den Namen Carl Zeiss bzw. Jenaer Glaswerk tragen durfte. Das Jenaer Unternehmen trat daher im Westen unter dem Namen „Jenoptik“, das Oberkochener im Osten unter „Opton“ auf. 1980 verzichtete das Schott-Unternehmen in Jena auf den Namensbestandteil „Schott“ und das Mainzer Schott-Unternehmen auf den Namensbestandteil „Jenaer“.

### Wiedervereinigung
Nach Öffnung der Mauer lag der Gedanke nahe, die Stiftungen und ihre Stiftungsunternehmen in Ost und West wieder zu vereinigen. In der Biebelrieder Erklärung vom Mai 1990 erklärten die Vorstände der beteiligten Unternehmen, dass der Zusammenschluss aller Unternehmen in einer Carl-Zeiss-Stiftung angestrebt werde. Inhalt der im Juni 1991 zwischen den Landesregierungen von Baden-Württemberg und Thüringen, der Treuhandanstalt und den beteiligten Unternehmen beschlossenen Grundsatzvereinbarung war u. a. die Zusammenführung beider Carl-Zeiss-Stiftungen in einer Carl-Zeiss-Stiftung mit Sitz in Heidenheim an der Brenz und Jena sowie die Übernahme des Optik- und des Glaskerngeschäftes des VEB Carl Zeiss Jena durch Carl Zeiss in Oberkochen und Schott in Mainz. Aus dem ehemaligen Kombinat VEB Carl Zeiss Jena wurden eine Vielzahl von kleineren Unternehmen ausgegründet. Darunter die Carl Zeiss Jena GmbH, die das optische Kerngeschäft des Kombinates übernahm, und die Jenaer Glaswerk GmbH. Beide Unternehmen wurden zu Töchtern der westdeutschen Konzerne.
1992 wurde die gemeinnützige Ernst-Abbe-Stiftung gegründet, auf die das nicht industrielle Vermögen der Jenaer Carl-Zeiss-Stiftung wie z. B. das Optische Museum und das Zeiss-Planetarium sowie der Wohnungsbestand, übertragen wurde.
Bis 1993 war Herbert Grünewald Stiftungskommissar. Vom März 1993 bis 1999 übernahm Hermann Franz dieses Amt.

### Reform im Zeichen der Globalisierung
Im Zuge der globalen Geschäftstätigkeit der beiden Stiftungsunternehmen zeigte sich immer deutlicher, dass das historische Modell einer Unternehmensträgerstiftung nicht mehr hinreichend den rechtlichen und ökonomischen Rahmenbedingungen weltweit operierender Unternehmen gerecht wird. Die gewachsene Struktur erwies sich nicht nur als Wettbewerbshemmnis – etwa bei der Realisierung unterschiedlicher Formen von Kooperationen mit anderen Unternehmen –, sondern auch durch den wechselseitigen Haftungsverbund der beiden Stiftungsunternehmen als intransparent und somit auch risikobehaftet. Das führte Ende der 1990er Jahre bei den Stiftungsorganen zu der Überzeugung, das nahezu 100-jährige Statut den Anforderungen der globalisierten Wirtschaft, den gravierenden Veränderungen des Steuer-, Arbeits- und Gesellschaftsrechts und den inzwischen stark getrennten Geschäftstätigkeiten der Stiftungsunternehmen anzupassen. Dieser Reformprozess fand im Jahre 2004 mit der Veröffentlichung eines vollständig überarbeiteten Statuts seinen Abschluss.
Im Mittelpunkt der Reform stand die Ausgliederung der beiden Stiftungsunternehmen in eigenständige Aktiengesellschaften, deren alleinige Aktionärin die Carl-Zeiss-Stiftung ist. Mit der Stiftungsreform wird nun auch den Corporate-Governance-Grundsätzen und den Regelungen der Unternehmensmitbestimmung, wie sie dem heutigen Aktienrecht und Mitbestimmungsgesetz entsprechen, Rechnung getragen. Gleichzeitig fand eine Aktualisierung der Sprache statt.
Obwohl die Stiftungsorgane behaupteten, bei der Neufassung des Stiftungsstatuts mit großer Sorgfalt die Notwendigkeit der verschiedenen Änderungen des Statuts geprüft und sich im Einzelnen an den Zielen und Vorgaben des Stifters Ernst Abbe orientiert zu haben, verschwanden wesentliche Formulierungen aus dem ursprünglichen Statut. § 3 des Stiftungsstatuts besagte zum Beispiel: „Der rechtliche Sitz der Stiftung ist Jena.“ Und § 94 enthielt folgende Formulierung:

„Die Bezüge der Beamten bei den Stiftungsbetrieben sind in den verschiedenen Beamtenklassen stets in angemessenem Verhältnis zu erhalten zum durchschnittlichen Arbeitsverdienst der erwachsenen Arbeiter in den Betrieben. Das höchste Jahreseinkommen, welches einem Beamten, die Mitglieder der Geschäftsleitungen eingeschlossen, für seine vertragsmäßige Dienstleistung gewährt wird, darf zur Zeit der Festsetzung nicht hinausgehen über das Zehnfache vom durchschnittlichen jährlichen Arbeitseinkommen der sämtlichen über 24 Jahre alten und mindestens drei Jahre im Betrieb tätigen, in gewöhnlichem Lohnverhältnis stehenden Arbeiter aller Stiftungsbetriebe, nach dem Durchschnitt der letztverflossenen drei Geschäftsjahre.“

Im Zusammenhang mit der Stiftungsreform zogen einige Mitarbeiter der Firmen vor Gericht. Sie wandten sich mit ihrer Klage gegen eine im Jahr 2000 erfolgte Änderung der Paragraphen 37 und 116, mit der die rechtliche Grundlage für die Überführung der Stiftungsunternehmen in eine andere Rechtsform geschaffen wurde. Sie waren der Ansicht, dass durch diese Änderung grundsätzliche Festlegungen des von Ernst Abbe geschaffenen Stiftungsstatuts ausgehebelt würden. Unter anderem vertraten die Kläger die Meinung, dass die Neufassung des § 37 Stiftungsstatut eine Änderung des Stiftungszwecks zur Folge habe. Die Klage der Mitarbeiter hatte jedoch keinen Erfolg. In seinem am 27. Juni 2003 verkündeten Urteil hat das Oberlandesgericht Stuttgart die Änderungen an den Paragraphen 37 und 116 für rechtmäßig erklärt.

## Heutiges Wirken der Stiftung
Die Carl-Zeiss-Stiftung hat heute die drei Stiftungsorgane Stiftungsverwaltung, Stiftungsrat und Vorstandsbeirat. Diese haben vorrangig folgende Aufgaben:
- Stiftungsverwaltung
  - Vergabe von Fördermitteln für Forschung und Lehre
  - Änderung des Stiftungsstatuts
  - Ernennung der Mitglieder des Stiftungsrates
- Stiftungsrat
  - Wahrnehmung der wirtschaftlichen Interessen der Stiftung als Alleinaktionärin der Stiftungsunternehmen
  - Vorsitzender soll zum Aufsichtsratsvorsitzenden der Stiftungsunternehmen gewählt werden („Bindeglied“ zwischen Stiftung und Stiftungsunternehmen)
- Vorstandsbeirat mit Anhörungs- und Beratungsfunktion bei
  - Auswahl der Mitglieder des Stiftungsrats
  - Vergabe von Fördermitteln
  - Änderung des Stiftungsstatuts

Die Carl-Zeiss-Stiftung ist heute eine der größten und ältesten wissenschaftsfördernden Stiftungen in Deutschland. Aufgabe der Stiftung ist die Förderung von natur- und ingenieurwissenschaftlicher Forschung an wissenschaftlichen Einrichtungen in Baden-Württemberg, Rheinland-Pfalz und Thüringen. Die Förderung konzentriert sich auf thematische Schwerpunkte, die aktuelle wissenschaftliche Herausforderungen adressieren und dabei wirtschaftliche oder gesellschaftliche Relevanz haben. Themenschwerpunkte sind zurzeit Künstliche Intelligenz und Ressourceneffizienz. Die Förderung erfolgt über Ausschreibungen, Programme und Projekte. Geschäftsführer der Stiftung ist Felix Streiter.